# 理県
理県（り-けん、中国語簡体字：理县）またはタシリン県（タシリン・ゾン、チベット語：ལིས་རྫོང་།）は、中華人民共和国四川省アバ・チベット族チャン族自治州に位置する県。一帯はチベット高原の東縁にあり地勢は高山と峡谷からなり、県内を岷江の大きな支流・雑谷脳河の深く切り立った谷が貫き、主要な街や農地はその中にある。
理県は国家級羌族文化生態保護区に指定されており、四川北西地域における民族交流の拠点、また商人や旅人が集まる市場である。資源が豊富で人口は比較的少なく、「吉祥の地、理想の県」（吉祥之地、理想之县）との美称がある。チベット族（人口の48%）、羌族（人口の32%）、漢族、回族などが混住する多民族地域であり、独特の民族風俗や濃厚な人文風情が育まれてきた。

## 歴史
理県は歴史が非常に古く、秦代以前は古代蜀国の領域に属していた。西漢の元鼎6年（紀元前111年）に広柔県が設置され、これが理県の始まりとされている。清の嘉慶8年（1803年）には「理番直隷庁」と改称され、中華民国2年（1913年）には「理番県」に、さらに中華民国35年（1946年）には現在の「理県」に改称された。

## 行政区画
| 区分 | 数 | 名称                           |
| ---- | -- | ------------------------------ |
| 鎮   | 5  | 雑谷脳 米亜羅 古爾溝 薛城 桃坪 |
| 郷   | 6  | 朴頭 甘堡 蒲渓 上孟 下孟 通化  |

## 交通

### 道路
- 高速道路
  - 蓉昌高速道路

- 国道
  -  G317国道

## 文化
- 国家級羌族文化生態保護区
- 桃坪羌寨：チャン族（羌族）の古跡
- 甘堡蔵寨：チベット族の古跡

## 健康・医療・衛生
- 理県人民医院
- 理県婦幼保健站